# 6216 San Jose
6216 San Jose este un asteroid din centura principală de asteroizi.

## Descriere
6216 San Jose este un asteroid din centura principală de asteroizi. A fost descoperit pe 30 septembrie 1975 la Observatorul Palomar de Schelte J. Bus. Asteroidul prezintă o orbită caracterizată de o semiaxă mare de 2,75 ua, o excentricitate de 0,10 și o înclinație de 3,8° în raport cu ecliptica.